# Bad Boy (EP 1967)
Bad Boy è un EP dei The Beatles pubblicato nel 1967 in Giappone.

## Tracce
1. Bad Boy (Larry Williams)
2. Strawberry Fields Forever (Paul McCartney e John Lennon)
3. Penny Lane (Paul McCartney e John Lennon)
4. Good Day Sunshine (Paul McCartney e John Lennon)

## Formazione

### The Beatles
- Paul McCartney - voce e pianoforte nelle tracce 3 e 4, piano elettrico nella traccia 1, tamburello, effetti sonori e armonium nella traccia 3, battimani nella traccia 4, basso elettrico
- John Lennon - voce nelle tracce 1 e 2, pianoforte nelle tracce 2 e 3, battimani nella tracce 3 e 4, percussioni nella traccia 4, chitarra acustica nella traccia 2, cori nella traccia 4, chitarra ritmica
- George Harrison - timpani e svarmandal nella traccia 2, battimani nella traccia 4, cori nella traccia 4, chitarra solista
- Ringo Starr - tamburello nella traccia 1, maracas nella traccia 2, campane tubolari nella traccia 3, battimani nella traccia 4, batteria[2][3][4][5]

### Altri musicisti
- Tony Fisher, Greg Bowen, Derek Watkins, Stanley Roderick: tromba nella traccia 2
- John Hall, Derek Simpson, Norman Jones: violoncello nella traccia 2
- Mal Evans: tamburello nella traccia 2[3]
- George Martin: pianoforte nella tracce 3 e 4[4][5]
- David Mason, Freddy Clayton, Bert Courtley e Duncan Campbell: tromba nella traccia 3
- Ray Swinfield, P. Goody: flauto traverso e ottavino nella traccia 3
- Leon Calvert: tromba e flicorno nella traccia 3
- Dick Morgan e Mike Winfield: oboe e corno inglese nella traccia 3
- Frank Clarke: contrabbasso nella traccia 3[4]